# OTs-38 Stechkin
OTs-38 (tiếng Nga:ОЦ-38) là loại súng ngắn ổ xoay có thiết kế độc đáo nhất từng được chế tạo. Nó được thiết kế bởi TSKIB SOO (Cục Trung ương dành cho Thể thao và Săn bắn, một phần của Cục Thiết kế Công cụ KBP) theo yêu cầu của Lực lượng an ninh liên bang. Bởi vì tính chất của loại súng này nên nó chỉ được sản xuất một cách hạn chế và trang bị trong các lực lượng đặc nhiệm trong lực lượng thi hành công vụ. Loại súng này gần như im lặng khi bắn cũng như không chớp sáng. Loại súng này có kế hoạch dùng như loại thay thế cho súng ngắn PSS, đây cũng là một trong các loại vũ khí cuối cùng do nhà thiết kế vũ khí nổi tiếng Igor Yakovlevich Stechkin phát triển.

## Thiết kế
OTs-38 sử dụng cơ chế hoạt động kép với búa điểm hỏa, sử dụng loại đạn đặc biệt 7.62x41.5mm SP-4 yên lặng khi bắn. Khi nạp đạn thì xạ thủ sẽ đẩy ổ dạn lên và đẩy qua bên phải trong khi các loại súng ổ quay hiện đại khác thường kéo ổ đạn xuống và đẩy qua bên trái. Khi ổ đạn mở ra sẽ có một bộ phận tự động đẩy các vỏ đạn cũ ra ngoài để người sử dụng có thể dễ dàng thu lại chứ không văng lung tung như các loại súng bán tự động. Vì loại đạn SP-4 có không đưa đầu đạn ra khỏi vỏ đạn như các loại đạn khác nên nó không tự động khớp với nòng như các loại đạn bình thường khác. Và vì SP-4 là loại đạn không vành nên loại súng này sử dụng ổ đạn kẹp 5 viên. Loại súng này bắn bằng nòng súng nằm ở dưới còn khe trông giống như nòng súng ở trên dùng để gắn hệ thống nhắm laser.